# Pulo Kruet
Pulo Kruet is een bestuurslaag in het regentschap Nagan Raya van de provincie Atjeh, Indonesië. Pulo Kruet telt 730 inwoners (volkstelling 2010).